# Indonésie na Letních olympijských hrách 2012
Indonésie se účastnila Letní olympiády 2012. Zastupovalo ji 22 sportovců (13 mužů a 9 žen) v 8 sportech.

## Medailisté
| Medaile | Jméno           | Sport    | Soutěž     |
| ------- | --------------- | -------- | ---------- |
| Stříbro | Triyatno        | Vzpírání | muži 69 kg |
| Bronz   | Eko Yuli Irawan | Vzpírání | muži 62 kg |